# Lucien Boyer (Chansonnier)
Lucien Boyer (* 20. Januar 1876 in Léognan; † 16. Juni 1942 in Paris) war ein französischer Chansonnier und Komponist.
Boyer arbeitete zunächst als Handelsvertreter, Bürobote und Journalist. 1896 kam er nach Paris, wo er regelmäßiger Gast des Cabarets Quat’-z-Arts wurde. Dort erhielt er Gelegenheit zu einem Auftritt und brachte ein Chanson mit dem Titel Le jeune homme qui a un nid de serpents dans le ventre pour avoir trop bu de l’eau d’une mare zum Vortrag. Einen ersten Erfolg hatte er 1900 mit dem von Joseph Archainbaud komponierten Chanson Pigeon vole.
1902 vereinbarte er mit Gaston Calmette, dem Direktor des Le Figaro, eine Weltreise zu unternehmen, für deren Finanzierung er der Zeitung Artikel liefern sollte. Numa Blès begleitete ihn auf dieser Reise, die drei Jahre dauerte und durch Belgien, Holland, England, Kanada und die USA, nach Hawaii, Saigon, Kalkutta, Teheran, Kairo, Athen und Rom führte. Auf dieser Reise komponierten sie Lettre à Nini, ein Chanson, das ein großer Erfolg der Sängerin Esther Lekain wurde.
Nach der Reise kehrte er an das Quat’-z-Arts zurück. Er schrieb nun Chansons für Interpreten wie Mistinguett, Harry Fragson, Félix Mayol, Maurice Chevalier, Polaire und Paul Dalbret. Bekannt wurden Chanson wie La valse chaloupée (Mistinguett und Max Dearly), Les Goélands (Damia), Ça, c’est Paris (Mistinguett), Le trompette en bois (Georges Milton) und Madelon de la Victoire. Daneben war er in der Gruppe der Republique de Montmartre aktiv und schrieb 1922 deren Hymne Monte là-d’ssus..., die von Charles Borel-Clerc komponiert wurde.  Sein Sohn war der Regisseur Jean Boyer.